# Efraim Frisch
Pour les articles homonymes, voir Frisch.
Efraim Frisch (1er mars 1873 à Stryj en Autriche-Hongrie, aujourd'hui Stryï en Ukraine - 26 novembre 1942 à Ascona en Suisse est un écrivain et journaliste autrichien.

## Biographie
Efraim Frisch naît dans une famille juive religieuse de Galicie. Son père le destine au rabbinat. Mais en 1894, à Vienne, après avoir obtenu son Abitur, il quitte le séminaire pour l'université. Il étudie à Vienne puis en Allemagne, à Berlin et à Kiel, le droit, la philosophie, l'histoire des arts et de la littérature, l'économie. Ce changement provoque la rupture avec sa famille.
Vers 1900, Frisch s'est défénitivement tourné vers la littérature. Il publie en 1901, un roman, Das Verlöbnis, chez S. Fischer Verlag. Dans l'année 1902 ils se marie avec la traductrice Feiga Lifschitz. En 1903, il est éditeur pour les maisons d'édition Langen-Müller et Paul Cassirer Verlag. Il travaille aussi au théâtre pour Max Reinhardt.
En 1914, il crée une revue pour Langen-Müller, Der Neue Merkur. Si Frisch est dans ses orientations politiques un conservateur démocrate et rejette les extrêmes de gauche comme de droite, il ouvre la revue à des auteurs aux idées très variées. On y trouve les noms de Bertolt Brecht, Johannes R. Becher, Frank Wedekind, Hermann Hesse, Hermann Kasack, Yvan Goll, Jakob Wassermann, Arnold Zweig, Bruno Frank, Robert Walser. La revue est publiée jusqu'en 1925.
Après la guerre, qu'il passe dans l'armée austro-hongroise, il est journaliste à la Frankfurter Zeitung. En 1933 il quitte avec son épouse l'Allemagne nazie et s'exile en Suisse, à Ascona où il meurt en 1942.

## Œuvre
Frisch reste attaché à sa judéité qui est souvent présente dans ses œuvres de fiction. Son premier roman Das Verlöbnis évoque son conflit et sa réconciliation avec le monde traditionnel juif oriental de son père. À la fin de sa vie, il travaille à un projet ambitieux resté inachevé, Gog und Magog, qui à travers son héros décrit le monde juif oriental confronté à l'antisémitisme, au nationalisme polonais et à ses tensions internes entre sionistes, juifs religieux, juifs assimilés. Il s'agit d'un auteur qui n'est que peu connu à nos jours.

## Ouvrages
- 1901, Das Verlöbnis. Geschichte eines Knaben, roman, S. Fischer Verlag
- 1910, Von der Kunst des Theaters. Ein Gespräch, Georg Müller
- 1927, Zenobi, roman, Bruno Cassirer Verlag

## Sources
- (de) Hans J. Schütz, « Ein deutscher Dichter bin ich einst gewesen ». Vergessene und verkannte Autoren des 20. Jarhunderts, Munich, Verlag C. H. Beck, 1988.